# ソムリエナイフ

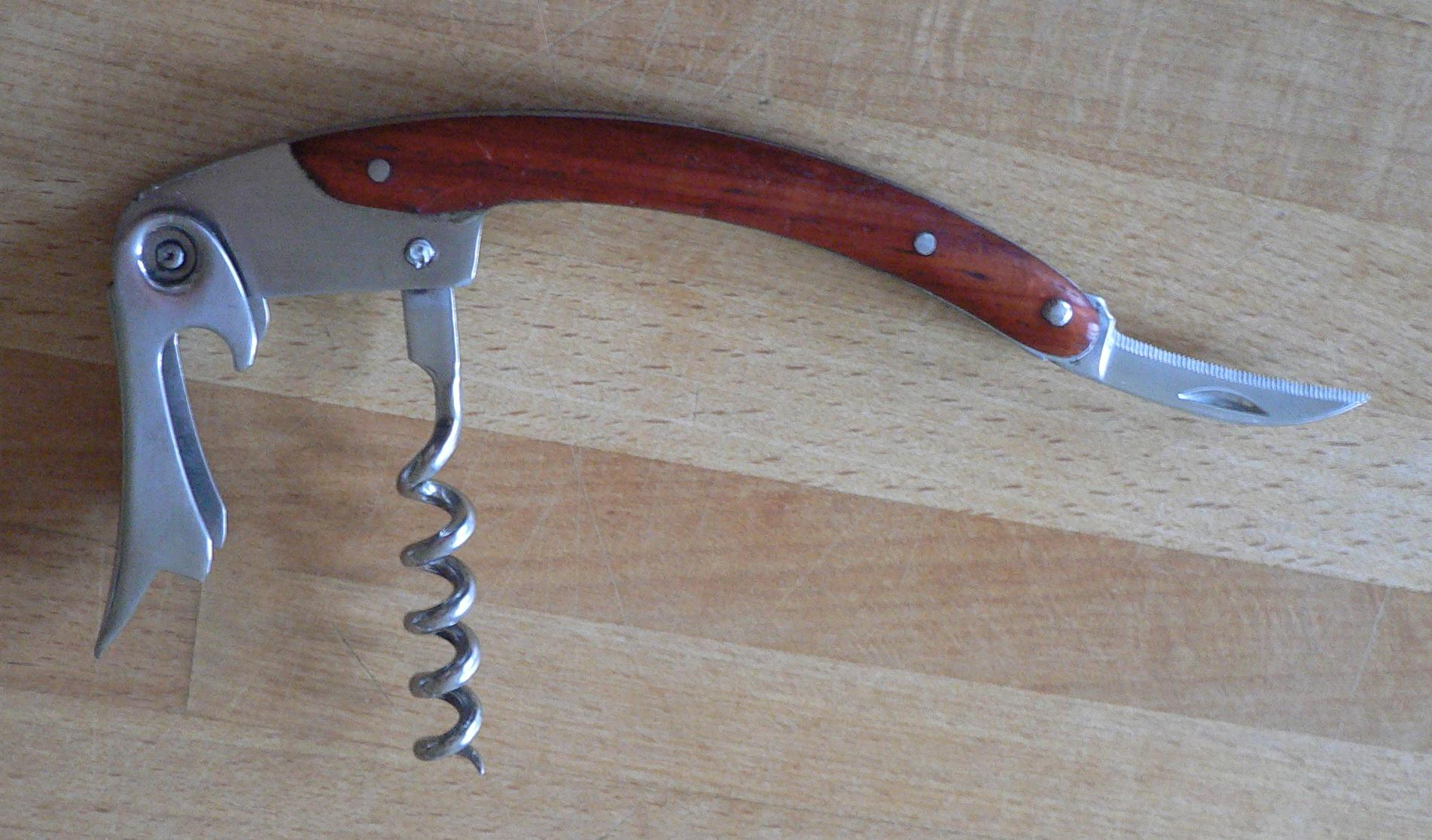
ソムリエナイフの例。支点部、スクリュー、ハンドルと小さなナイフを備える

ソムリエナイフ（英: sommelier knife）は、コルクスクリューの一種で、ポケットナイフのような形をした折りたたみ式のものをいう。ワインの開栓に使用される。てこの原理を利用するため、スクリューをねじ込んだコルクを、直接引き抜くよりも少ない力で抜くことができる。てこの支点として使えるフック状の箇所が1点ないしは2点あり、それぞれシングルアクション、ダブルアクションと呼ばれている。ダブルアクションはコルクをゆっくり抜くことができるので、確実な開栓のためには有利である。シングルアクションは1回の動作だけで開栓できることから演出に優れている。
コルク抜きの機能に加え、キャップシールを切るためにボトルの口よりもやや大きいナイフを装備している。ビール瓶などの王冠を外すための栓抜きを備えているものも多い。
レストランやワインバーなどでソムリエが常用することから名づけられた。英語では waiter's corkscrew、または waiter's friend（直訳すると「ウェイターの友」）とも呼ばれる。ソムリエナイフが1本あれば、キャップシールを被せた完全に未開栓のワインボトルを開けてグラスやデカンタに注ぐところまでの一連の作業ができることから、ソムリエが演出としてテーブルやカウンターなどで披露することがある。特に、客がワインをボトルで注文した場合は必須作業となる。
フランスのティエールで製造される「シャトー・ラギオール」という製品がよく知られているが、他にも様々なデザインのものが市販されている。

## 使い方
1. キャップシール用のナイフを使い、瓶の口を覆っているキャップシールを剥がす。
2. スクリューをコルクにねじ込む。スクリューのとがっている先がコルクの中心になるように横にして差し込み、最初の一周で垂直に戻す。
3. スクリューを一周ほど残し、ハンドルの反対側に付いているフックを瓶の縁にかけ、支点とする。
4. ハンドルを引き上げ、コルクを引き上げる。その後、手で回しながら引き抜くことで音がしない。

ダブルアクションの場合は、最初にソムリエナイフの蝶番に近いフックを利用してコルクを半分程度抜く。続いて蝶番から遠い方のフックを用い、コルクを完全に抜く。

## ギャラリー

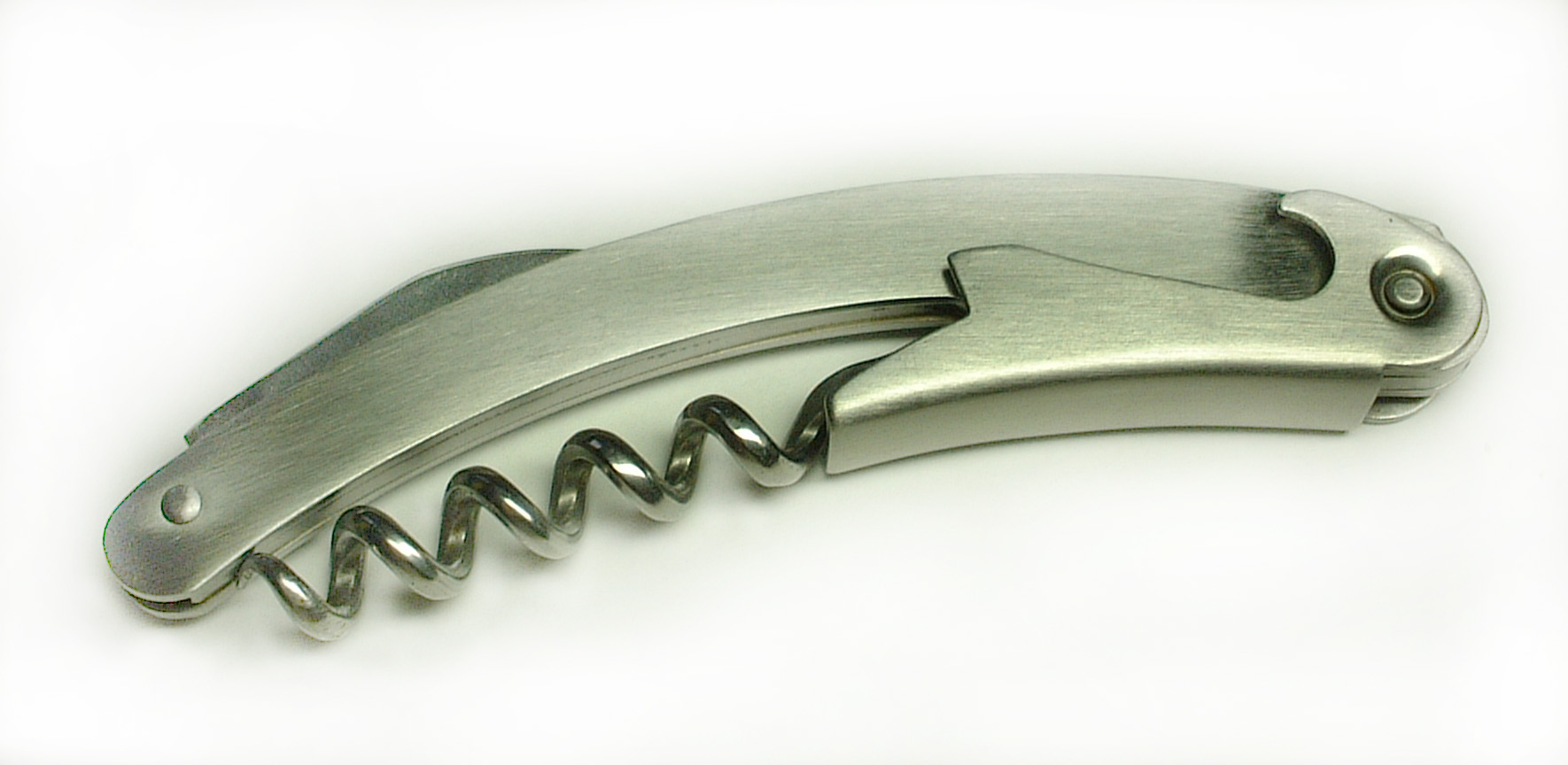
閉じた状態
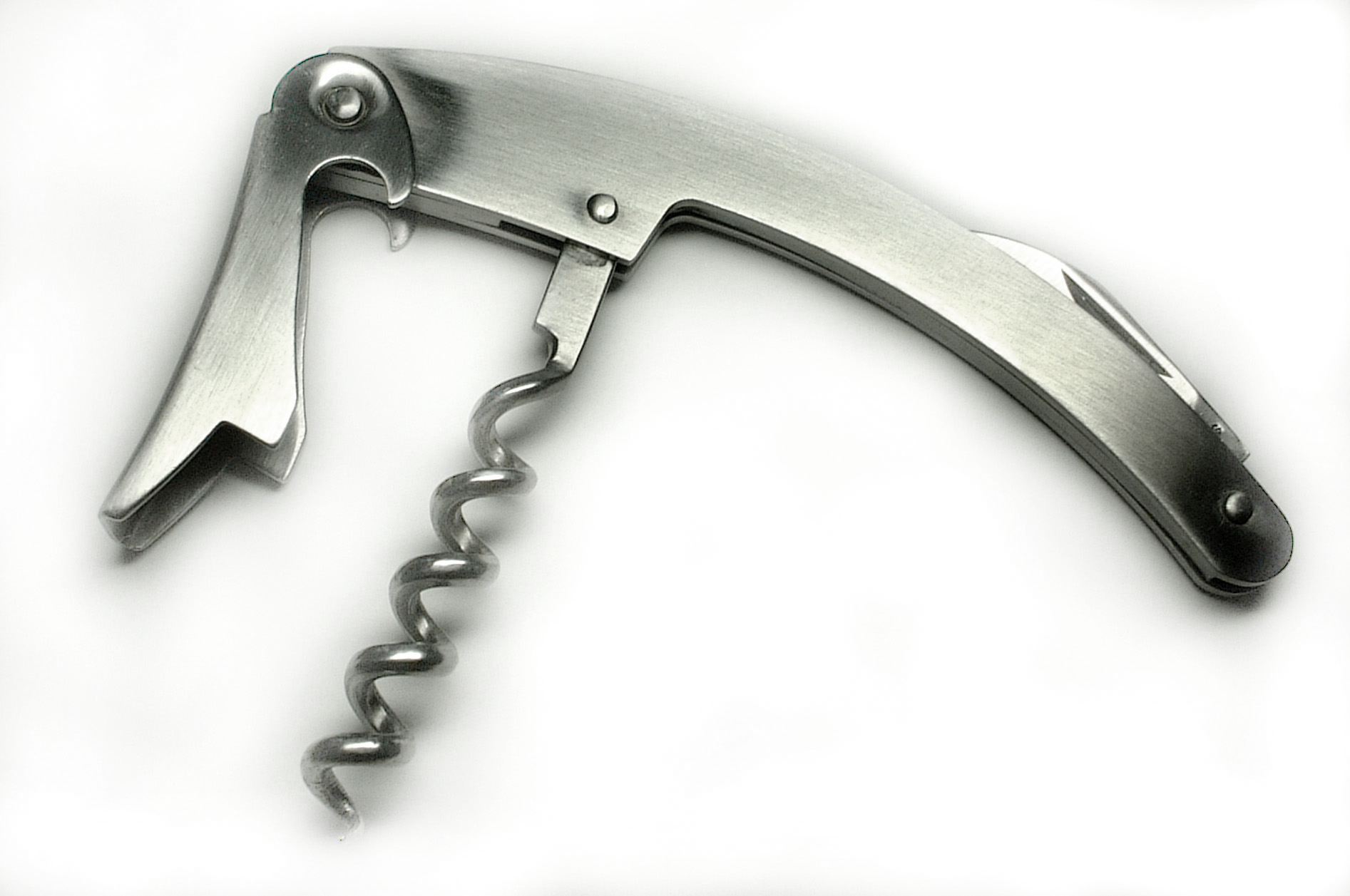
コルクスクリューとコルク抜きてこを開いた様子。ブレードはグリップの背に折りたたまれている。てこの回転軸近くに栓抜きを備えるのが見える。